# Жужемберк
Жужемберк (на словенски: Žužemberk) е село в Словения, регион Югоизточна Словения. Административен център на община Жужемберк. Според Националната статистическа служба на Република Словения през 2015 г. селото има 1023 жители.